# Abacoclytus ventripennis
Abacoclytus ventripennis é um gênero de coleópteros da tribo Clytini (Cerambycinae), com distribuição apenas na China.

## Sistemática
- Ordem Coleoptera
  - Subordem Polyphaga
    - Infraordem Cucujiformia
      - Superfamília Chrysomeloidea
        - Família Cerambycidae
          - Subfamília Cerambycinae
            - Tribo Clytini
              - Gênero Abacoclytus
                - Abacoclytus ventripennis (Pic, 1908)